# 水鴎流
水鴎流（すいおうりゅう）は、江戸時代に存在した日本の居合術流派である。寛政2年（1790年）刊の『撃剣叢談』にその名が登場する。また、赤穂藩に伝わっていたとされる元文5年（1740年）発行の水鴎流の伝書が兵庫県赤穂市に現存している。
本項では、静岡県で伝承され、日本古武道協会や日本古武道振興会にも所属している総合武術流派、水鴎流居合剣法（すいおうりゅういあいけんぽう）についても記述する。

## 撃剣叢談
寛政2年（1790年）刊の『撃剣叢談』には、水鴎流に関して以下の内容が記載されている。
「時に北国浪人三間與一左衛門と曰う者来りて居合を教授す。其門に入るもの多し。此人十六歳の時より十二社権現（国郡等詳ならず）の神木に対し二十年抜きたりしに神木終に枯れたりと云ふ。流名を水鴎と曰ひて之を弘む。作州の士人輩之に対し一の勝つ者なし。九郎兵衛に非さざば敵手ある可らずと衆人の勤めに任せ勝負を試むること已に定まる。門人之を危み、窺に問うて曰く「諸国の剣客彼れに及ぶ者なしと聞く。知らず、先生何の術を以て之に勝つや」と。九郎兵衛曰く「何の難きことか之あらん。抜かしめて勝つなり」と。三間之を聞き「浅田は聞く所に違はざる名手なり、其一言を以て勝負を知る。我が及ぶ所に非ず」と。終に技を較せずと云ふ。」

## 水鴎流居合剣法
静岡県に伝承されている。流祖は三間与一左衛門景延。流祖の名前や同流創始の経緯は『撃剣叢談』に記されたものと一致した内容に加えて、独自の伝承を伝えている。日本古武道協会と日本古武道振興会に所属しており、現宗家は第十五代・勝瀬善光景弘。静岡市清水区の「碧雲館」道場で指導に当たる（碧雲館の命名は中山博道氏）。
居合剣法（居合）を基とした剣法、薙刀術、杖術、小具足などが伝わる総合武術で、第九代の福原景利が正木流萬力鎖術より編み出した正木流鎖鎌術を併伝している。昭和31年（1956年）に制定された全日本居合道連盟刀法には形が一本採用されている。
当団体については、本来の水鴎流との繋がりについて、その整合性を確認できる近世以前の伝書が公表あるいは発見されていないため、流儀の内容を含めて、その真偽が不明なことには留意である。系譜として二代目から十三代目までの存在を裏付ける資料も公表・発見されていない。水鴎流は一子相伝であったとしており、「吉野」「福原」といった名字が連なっている。なお十四代を名乗った勝瀬光安は、神道無念流剣術、強波流棒術、天神真楊流柔術など、さまざまな武芸を修めた総合武術家であり、また剣聖中山博道とも親交が深く、昭和中期当時の剣道界や居合道界では知られた存在であった。
赤穂市に現存する水鴎流の伝書の内容は居合のみで、流祖の名前と創始された年代は一致しているが、同流創始の経緯や型の名前は現在に伝わる水鴎流居合剣法と一致していない。
漫画『子連れ狼』の主人公・拝一刀が学んだ剣術流派として知られているが、これは偶然の一致であるという。作中では水の中（主に川や池）での立ち合いで無類の強さを発揮するものであり、登場する剣技は一部を除き全て創作である。